# Clubiona robusta
Clubiona robusta là một loài nhện trong họ Clubionidae.
Loài này thuộc chi Clubiona. Clubiona robusta được Ludwig Carl Christian Koch miêu tả năm 1873.